# Joe Louis
Joe Louis (født Joseph Louis Barrow 13. maj 1914, død 12. april 1981) med tilnavnet The Brown Bomber var en amerikansk bokser, der er en af de mest legendariske sværvægtsboksere gennem tiden. Han var verdensmester i perioden 1937-1949, hvor han opgav titlen og trak sig tilbage.
Louis boksede sin første professionelle kamp i 1934, hvor han på to minutter besejrede den norsk-amerikanske bokser Jack Kracken. Louis vandt VM-titlen i 1937 med knockoutsejr over James J. Braddock (1905-74). Han besejrede en række af de bedste boksere, forsvarede titlen 25 gange og trak sig ubesejret tilbage i 1949. I 1950 gjorde han comeback, men tabte titelkampen til Ezzard Charles (1921-75). I sin sidste kamp samme år blev han slået ud i 8. omgang mod den senere verdensmester Rocky Marciano. Louis' værdige optræden og hans tilintetgørende punch i begge næver har skaffet ham plads blandt sportshistoriens største helte; han er begravet på militær- og æreskirkegården Arlington National Cemetery i Washington.

## Reference
Der er for få eller ingen kildehenvisninger i denne artikel, hvilket er et problem. Du kan hjælpe ved at angive troværdige kilder til de påstande, som fremføres i artiklen.